# Raymond Pearl
Pour les articles homonymes, voir Pearl.
Raymond Pearl (3 juin 1879 – 17 novembre 1940) est un biologiste américain considéré comme l'un des fondateurs de la biogérontologie. Il a effectué l'essentiel de sa carrière à l'Université Johns Hopkins de Baltimore. Avec plus de 840 publications à son actif, c'était un auteur scientifique prolifique, avec une activité importante dans le champ de la vulgarisation scientifique.

## Origines
Issu de la haute bourgeoisie de Nouvelle-Angleterre, Pearl fit d'excellentes études et obtint sa licence à Dartmouth College (1899), et soutint une thèse de zoologie à l’Université du Michigan (1902). En 1906, il suivit les cours de Karl Pearson à l’University College de Londres, qui l'initièrent à la biométrie : cette discipline nouvelle semblait promettre les clefs des questions qui le préoccupaient en biologie, zoologie et eugénisme. À son retour aux États-Unis, il tenta donc de réunir des masses de données biométriques mais au cours de ces travaux il se convertit à la génétique mendélienne.
En 1920, il est élu Fellow de l’American Statistical Association, dont il sera président par la suite.

## Politique et eugénisme
Quoiqu’il ne s'intéressât que de loin à l’eugénisme, Pearl publia en 1927 un article remarqué, intitulé The Biology of Superiority, dans lequel il attaquait frontalement les présupposés de l'eugénisme. C'était la première fois qu'un scientifique comptant jusque-là au nombre des partisans de cette doctrine la mettait en cause. Il s'ensuivit une réforme de l’eugénisme et du mouvement de la planification familiale. Pearl était déjà un membre influent de la commission consultative de la Conférence mondiale sur la population (1927), au terme de laquelle il collabora à la création de l’Union internationale pour l'étude scientifique de la population,.
Malgré son dédain apparent de l’eugénisme, Pearl conservait de bonnes relations avec les eugénistes les plus en vue et il professait à l'égard de l'hérédité les opinions les plus orthodoxes. Il fit même certaines déclarations que le spécialiste des sciences politiques E. Barkan interprète comme antisémites.
Il étudie la contraception et donne son nom à l'indice de Pearl encore utilisé aujourd'hui pour évaluer l'efficacité des méthodes contraceptives,. 

## Métabolisme et longévité
En 1908, Max Rubner observe que les mammifères de tailles et de longévités différentes présentent des débits de masse métabolique spécifiques égaux. Se fondant en partie sur l'observation que la longévité de la mouche du fruit varie en proportion inverse de la température ambiante, Pearl (comme Rubner) affirme que la longévité est inversement proportionnelle au métabolisme basal. Pearl accepte l'idée erronée d'Alexis Carrel selon laquelle les soma normales ne vieillissent pas, et donc que le vieillissement est imputable à un dysfonctionnement de l'organisme. Pearl suggère, lui, que la longévité est limitée par l'état des composants cellulaires, qui se dégrade au rythme du métabolisme. La théorie radicalaire du vieillissement de Denham Harman, postérieure, justifie par un mécanisme  plausible l'hypothèse de Pearl.
L'hypothèse d'une « quantité de vie » fut, plus de cinquante années durant, l'une des théories du vieillissement les plus largement acceptées. Elle repose sur l'observation selon laquelle un rat et une chauve-souris ont des rythmes métaboliques identiques, alors que la chauve-souris vit beaucoup plus longtemps. Plus récemment, la mise en œuvre de méthodes statistiques corrigeant les effets de taille de l'organisme et de la phylogenèse l'ont remise en cause, en montrant qu'il n'y a, ni chez les mammifères, ni chez les oiseaux, de corrélation entre le rythme métabolique et la longévité (pour une critique de Rate of Living Hypothesis cf. Living fast, dying when?).
En 1926, Pearl fonde le The Quarterly Review of Biology. Il était membre du conseil scientifique du Science Service de 1929 à 1935.

## Les habitus et la mortalité
Pearl avait une réputation de bon vivant. Il était l'un des piliers du Saturday Night Club dont H. L. Mencken était aussi membre,. La prohibition ne modifia guère les habitudes de buveur de Pearl (qui étaient proverbiales). Dans son essai Alcohol and Longevity (1926), Pearl s'emploie à montrer qu'une consommation modérée d'alcool est corrélée avec une meilleure longévité que l’abstinence totale ou la consommation systématique. En 1938, il montre les effets négatifs du tabac sur la santé,.
Raymond Pearl est en outre célèbre pour ses recherches en biologie des populations, publiées dans « The rate of living, being an account of some experimental studies on the biology of life duration » en 1928. Il y met en évidence la corrélation entre la densité de population et la longévité chez les drosophiles, et en déduit l'existence d'une densité de population optimale. Il retrouve également le principe que les mouches de faible activité métabolique ont une meilleure longévité. Ces travaux soulèvent évidemment la question de l'extension de ces conclusions à d’autres espèces animales, y compris l'Homme. Pearl devient ainsi le mentor de John B. Calhoun, écologue expert des populations de rongeurs et des analogies qu'ils présentent avec l'Homme. Ces études sont considérées par plusieurs chercheurs comme la contribution essentielle de Pearl à la biologie.
Lorsqu’il visite le zoo de Baltimore, au mois de novembre 1940, Pearl parait encore en bonne santé ; mais il se plaint subitement de douleurs dans la poitrine et meurt le lendemain.

## Voir également
- Longévité
- Sénescence (théories du vieillissement)